# Revolució tranquil·la

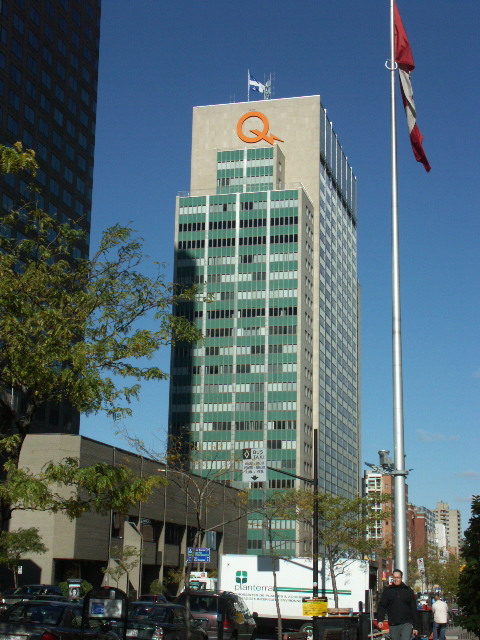
Seu d'Hydro-Québec a Mont-real.

La Revolució tranquil·la (Révolution tranquille en francès) fou un període de reformes importants i de modernització del Quebec durant els anys 60. Aquest període s'associa habitualment al govern de Jean Lesage, del Partit Liberal del Quebec (PLQ), elegit el juny de 1960 i derrotat el juny de 1966. Nombroses reformes es completaren amb els governs de Johnson, Bertrand, Bourassa i Lévesque.
L'expressió manifesta una ruptura en l'historiografia quebequesa oposant-la al període precedent: les polítiques de laissez faire del govern de Maurice Duplessis i la «Grande Noirceur» (Gran Negror). Durant la Revolució tranquil·la el Quebec s'equiparà a altres economies modernes reformades després de la Gran Depressió. La Revolució tranquil·la coincideix amb el naixement del moviment sobiranista del Quebec modern.
Les reformes de la Revolució tranquil·la s'inscriuen en el marc de la democràcia i l'economia liberal. Inspirades en les idees keynesianes, reforçaren la influència de l'Estat quebequès en les seves competències socials i econòmiques. Les recomanacions de l'Informe Parent donaren inici a la desclericalització i la transformació completa del sistema d'educació quebequès amb la creació del ministeri d'Educació, les escoles secundàries dites polivalents, els cégeps (escoles pre-universitàries) i la xarxa de la Universitat del Quebec. La nacionalització dels hospitals, l'adhesió al programa federal d'assegurança-hospitalització i més tard les recomanacions de l'Informe Castonguay-Nepveu comportaren l'accés gratuït al sistema sanitari. La societat estatal Hydro-Québec esdevingué el principal proveïdor d'electricitat incorporant els grans distribuïdors d'electricitat privats. El govern fundà nombroses institucions d'intervenció econòmica. El Quebec es dotà també d'una política cultural, amb la creació del ministeri d'Afers Culturals, i d'una personalitat internacional establint representacions diplomàtiques. Els drets de les dones casades es reconegueren, les relacions de treball es codificaren i les pràctiques electorals es revisaren.